# Осташі
Осташі (Армія Господня) — рух у межах Румунської православної церкви, який був заснований у 1923 році за ініціативи трансільванського священика Йосипа Трифи, дядька Валеріана Тріфи.
Згідно з визначенням, даним йому отцем Йосипом Трифою, Армія Господня — це «Знахідка та проголошення розп'ятого Ісуса Христа».
У 1949 р. фракція православної церкви, відома як «Армія Господня» (Oastea Domnului), була оголошена поза законом. У цей період «Армія Господня», очолювана в важкі роки сталінізму Траяном Доржем, який з цієї причини провів у в'язниці 17 років, була частиною «церкви мовчання». Цей неформальний ансамбль християнських віруючих різних конфесій відмовився підкорятися комуністичній владі, яка з цієї причини, вважаючи «церкву мовчання» «ворогами народу», переслідувала осташів за «друкування і розповсюдження забороненої літератури» та «змову проти суспільного ладу».